# Petaliet
Het mineraal petaliet is een lithium-aluminium-tectosilicaat, een verbinding van vier tectosilicaationen met lithium en aluminium met de molecuulformule LiAlSi4O10. De naam is van het Griekse πέταλον, petalon, afgeleid, dat blad betekent. Het werd zo genoemd vanwege de splijting die op bladeren leek. Het is een tectosilicaat en een veldspaat. Het heeft geen duidelijke kleur of is grijs of witgeel. Het heeft een monoklien kristalstelsel en een perfecte splijting. De massadichtheid is 2,42 kg/l, de hardheid is 6 tot 6,5 en petaliet is noch magnetisch, noch radioactief. Petaliet wordt zoals veel lithiumhoudende mineralen vaak in pegmatieten met veel graniet gevonden. De typelocatie is de Mijnacademie in Freiberg, in Duitsland.